# Špindlerův Mlýn

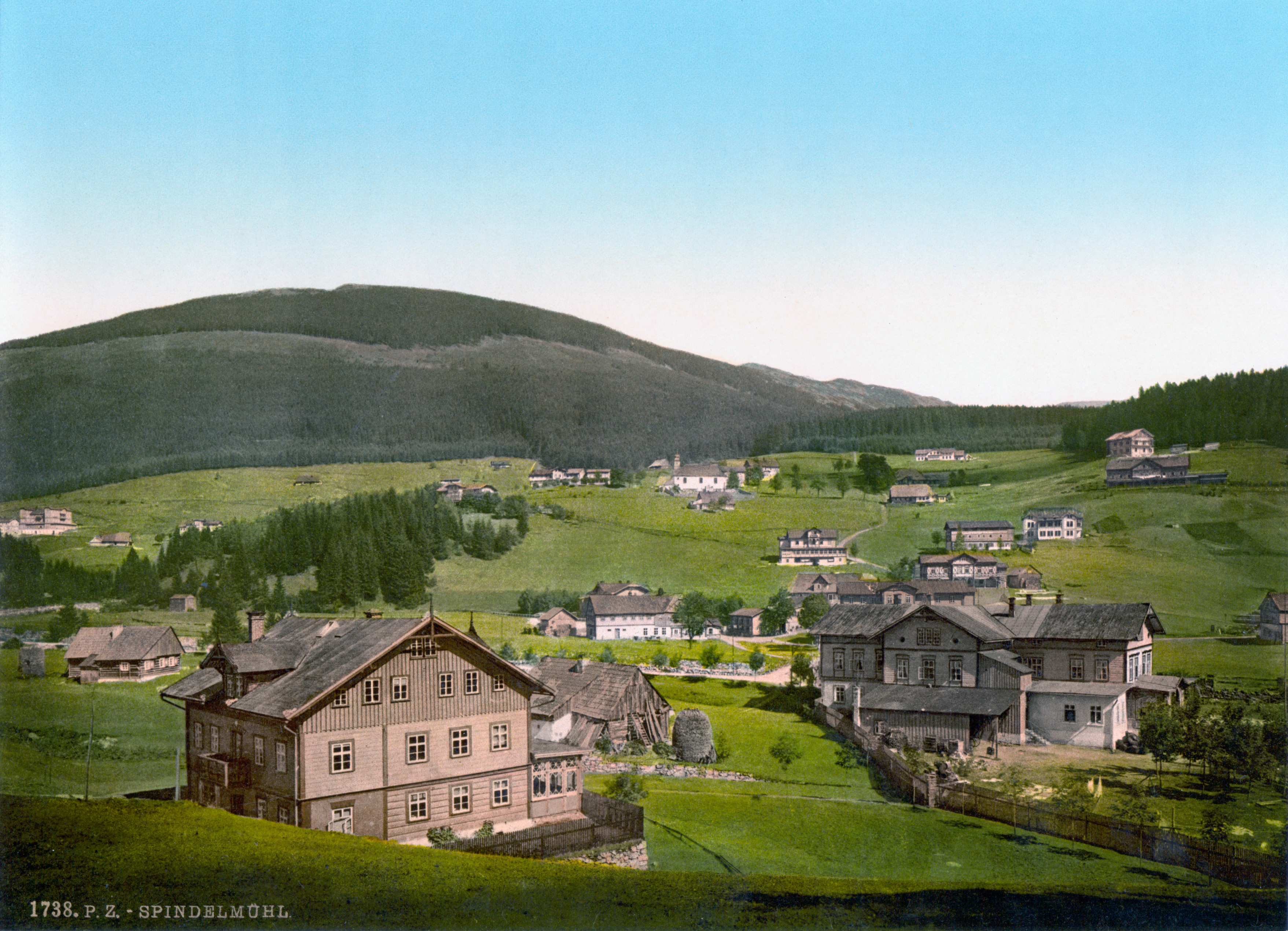
Spindlermühle um 1900

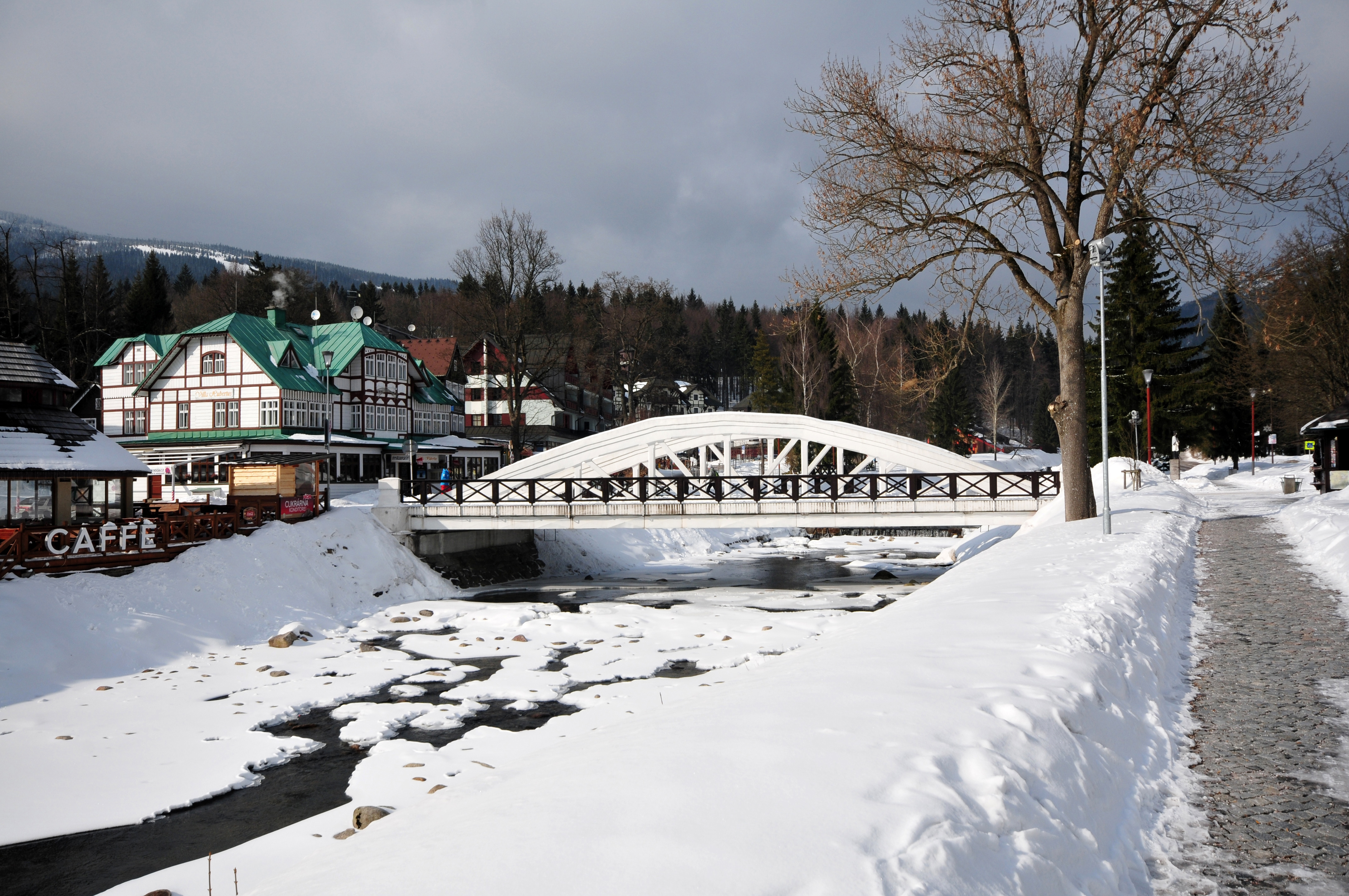
Weiße Brücke und Elbe

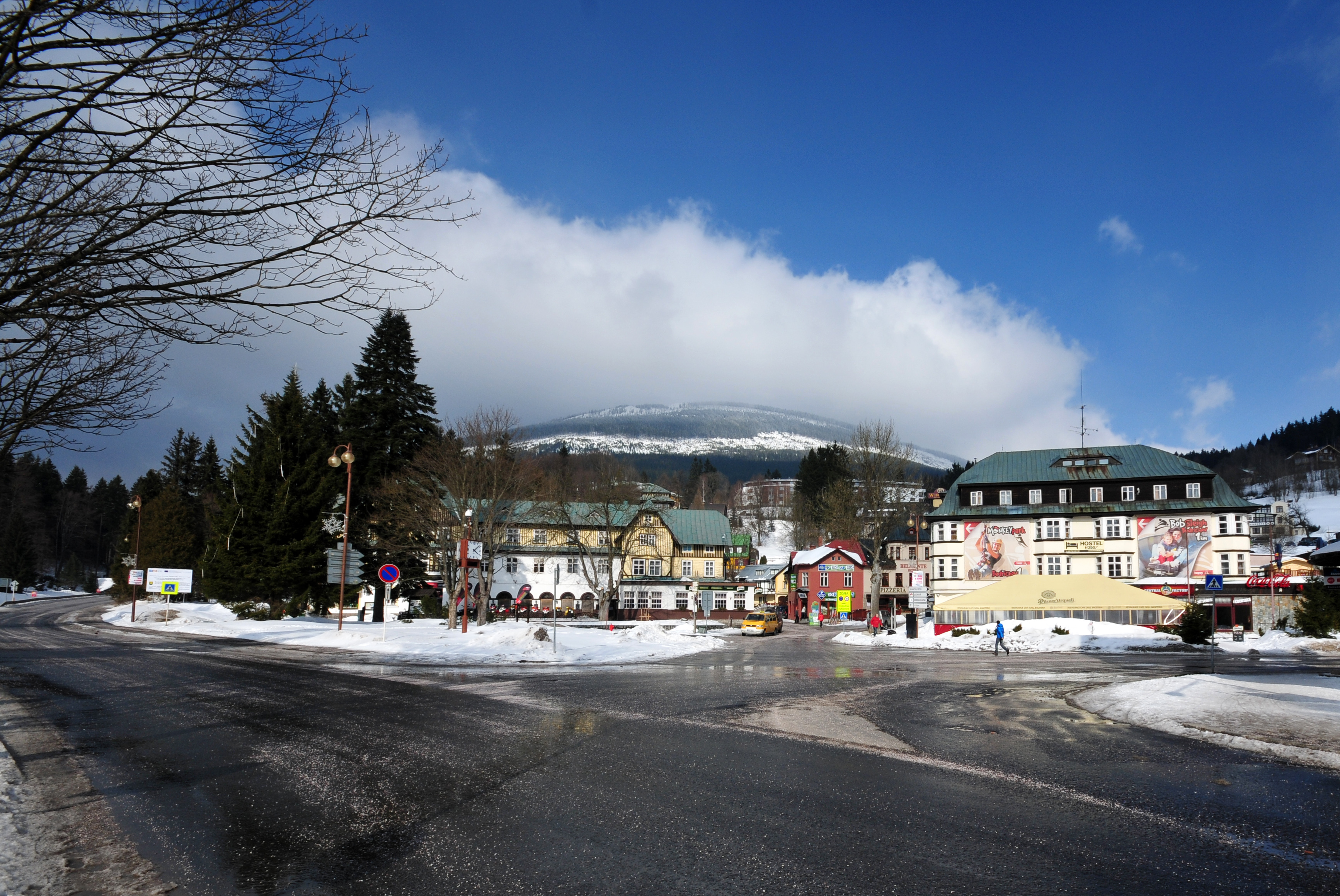
Stadtzentrum

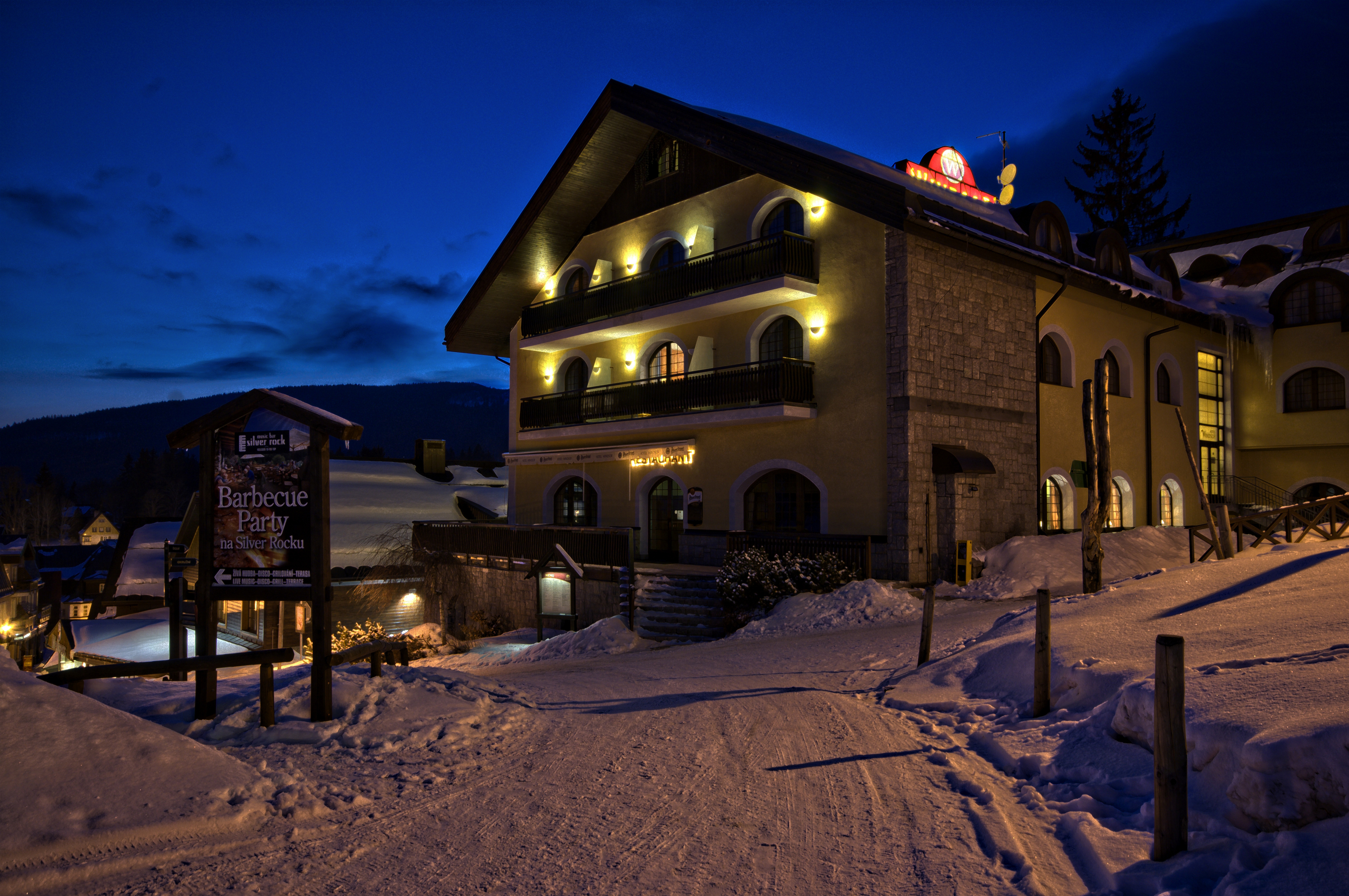
Typisches Berghotel

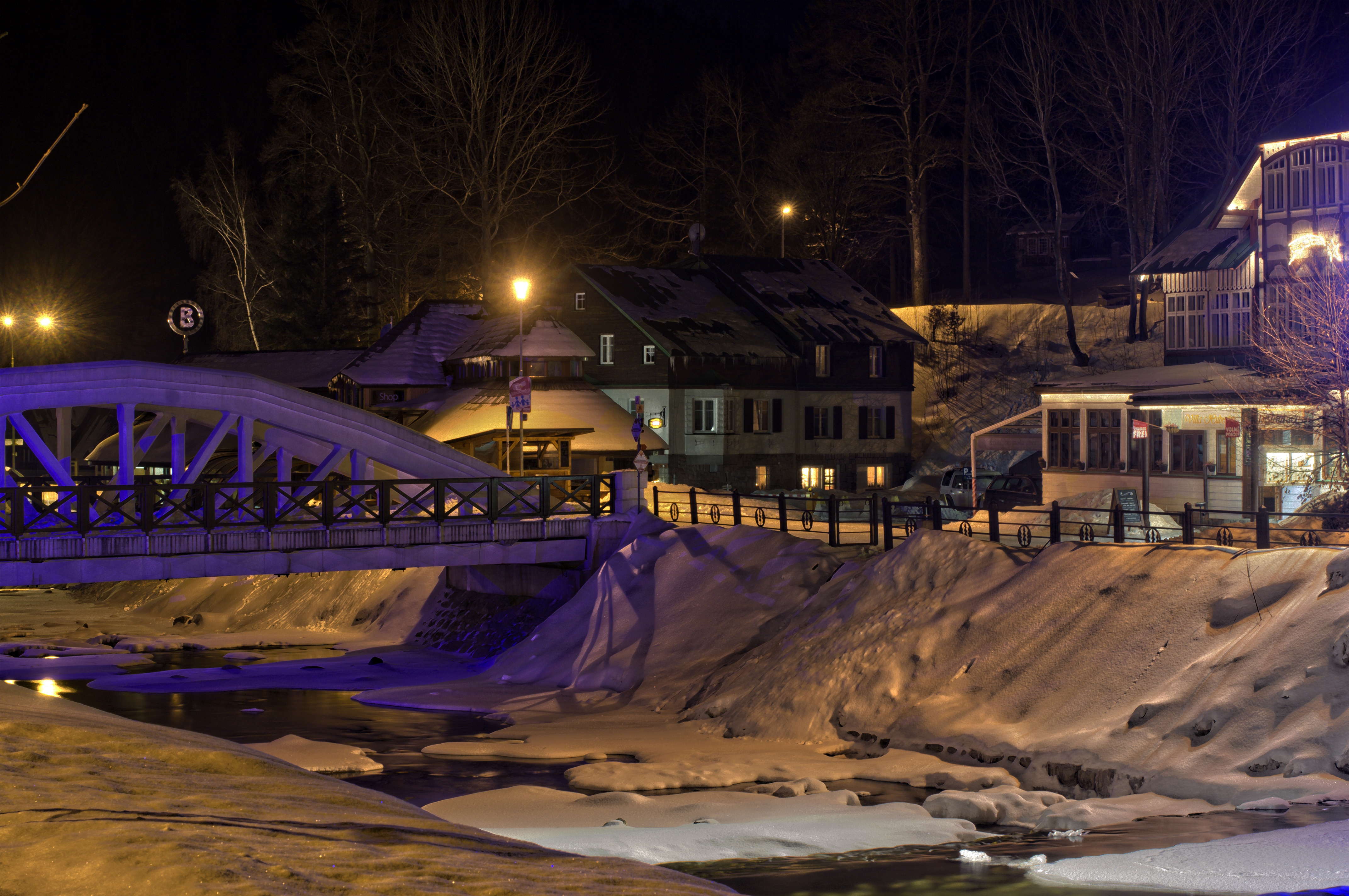
Die Elbe am Abend

Špindlerův Mlýn anhörenⓘ (deutsch Spindlermühle) ist eine Stadt  im Riesengebirge in Tschechien. Sie gehört zum Okres Trutnov im Královéhradecký kraj. Der Ort liegt in 715–1310 m Höhe und hat eine Fläche von etwa 77 km².

## Geographie
Spindlermühle liegt am Zusammenfluss von Elbe und Svatopetrský potok (Grundwasser, wörtlich: Sankt-Peter-Bach). Im Nordosten erhebt sich der lange Felsgrat Kozí hřbety (Ziegenrücken).

## Stadtgliederung
Zu Špindlerův Mlýn gehören die Ortsteile Přední Labská (Ochsengraben), Labská (Krausebauden), Bedřichov (Friedrichsthal) und Svatý Petr (Sankt Peter). Die Stadt reicht nordwestlich bis zur Elbquelle, entlang der Grenze zu Polen nordöstlich bis zur Luční bouda (die selbst aber von Pec verwaltet wird), über die Chalupa na Rozcestí, südlich bis kurz vor Strážné und westlich entlang der Grenze des Liberecký kraj.

## Geschichte
Die ersten Erwähnungen von Spindlermühle stammen aus der ersten Hälfte des 16. Jahrhunderts.
Der älteste, dichter besiedelte Ortsteil der Gemeinde Spindlermühle ist St. Peter, wo bereits seit dem Jahre 1516 Silber und Kupfer gefördert wurden. Bedřichov verdankt sein Entstehen einem 1746 errichteten Glashüttenwerk. Benannt ist der Ortsteil nach Graf Friedrich August von Harrach-Rohrau, dessen Familie jenen Teil des Riesengebirges besaß. Spindlermühle selbst entstand im späten 18. Jahrhundert und wurde von aus Schlesien eingewanderten Waldarbeitern gegründet. An der Mündung des Dolský potok in die Elbe siedelte sich die Holzfällerfamilie Hollman an. 1784 standen dort fünf Hütten, eine Mühle und ein Forsthaus. Am 13. Juli 1793 genehmigte der Herrscher der Habsburgermonarchie, bis 1806 römisch-deutscher Kaiser und ab 1804 Kaiser von Österreich, Franz II./I., durch ein Patent die Gründung einer Pfarrei sowie die Errichtung einer Kirche, die den halb verfallenen Bau in Svatý Petr ersetzen sollte. Im 18. Jahrhundert wurde die Erzförderung in Svatý Petr eingeschränkt.
Schon seit der Mitte des 19. Jahrhunderts entwickelte sich der Tourismus als immer stärkerer Wirtschaftsfaktor, wobei Spindlermühle ab 1850 eine Gemeinde im Gerichtsbezirk Hohenelbe bzw. im Bezirk Hohenelbe bildete. Von 1939 bis 1945 gehörte Spindelmühle im Riesengebirge zum Reichsgau Sudetenland. Nach dem Ende des Zweiten Weltkriegs musste auf Grundlage der Beneš-Dekrete die bis dahin mehrheitlich deutschsprachige Bevölkerung des Ortes während der Vertreibung der Deutschen aus der Tschechoslowakei 1945/1946 den Ort verlassen. Heute leben in Špindlerův Mlýn hauptsächlich tschechischsprachige Bewohner.

## Ortsnamen
Die ursprüngliche Bezeichnung des Ortes lautete Spindlers Mühle, benannt nach dem Mühlenbesitzer Karl Johann Spindler. Umgangssprachlich wurde der Ort jedoch meist Spindelmühle genannt; erst nach und nach setzte sich Spindlermühle durch. Dieser Tatsache wurde 1923 mit einer amtlichen Namensänderung Rechnung getragen. Der Namensvariante Spindelmühle entsprach die tschechische Bezeichnung Vřetenský Mlýn (zu vřeteno „Spindel“), die auch nach dem Zweiten Weltkrieg verwendet wurde. Nach langer Diskussion erfolgte dann die Änderung zu Špindlerův Mlýn „Spindlers Mühle“.

## Tourismus
Noch zu Beginn des 20. Jahrhunderts wurde der Ort von Personen aufgesucht, denen in Bezug auf ihre Gesundheit Klimaveränderung auferlegt war. Ende Januar 1922 kam Franz Kafka auf Empfehlung seines Hausarztes nach Spindlermühle, wo er vier Wochen blieb und unter dem schriftlich festgehaltenen Eindruck der Ortsumgebung mit der Arbeit am Roman Das Schloss begann.
Heute ist der Tourismus der mit Abstand größte Wirtschaftsfaktor nicht nur in Špindlerův Mlýn, sondern im gesamten Riesengebirge. Besonders im Winter kann sich die Einwohnerzahl des Ortes durch die Touristen, welche hauptsächlich aus Tschechien, Polen, Deutschland und den Niederlanden kommen, mehr als verzehnfachen. Spindlermühle hat einige der besten Skipisten des Riesengebirges. Neben gespurten Langlaufloipen existiert ein großes, gut markiertes Netz an Skiwanderwegen. Internationale Skiwettbewerbe werden in Spindlermühle ausgetragen. Für den Sommertourismus wurden zahlreiche Wanderwege und Mountainbikerouten ausgewiesen. 1967 fand auf der Elbe die Weltmeisterschaft im Wildwasserrennsport statt.
Im Ortsteil Labská (Krausebauden) befindet sich die Krausebauden-Talsperre (Labská-Talsperre), in der die Elbe gestaut wird.

## Mit der Stadt verbundene Persönlichkeiten
- Karl Johann Spindler (17. zum 18. Jahrhundert, genaue Lebensdaten unbekannt), Namensgeber des Ortes, betrieb eine Mühle in Spindlermühle, deren genauer Standort ebenfalls unbekannt ist (es wird der des ehemaligen Hotels „Spindelmühle“ vermutet)
- Fabian Donth (* Rochlitz; † ?), begründete 1746 in Friedrichsthal/Krausebauden eine Glashütte
- Eduard Rudolf Petrák (* 22. November 1855 Horní Branné; † 27. September 1931 Prag), Lehrer und 1880 Begründer des Österreichischen Riesengebirgsvereins vor Ort, der sich um die kulturelle und touristische Erschließung des Ortes verdient machte; Mitherausgeber des Periodikums „Das Riesengebirge in Wort und Bild“ (1881–1898)
- Johann Hollmann (* 25. September 1885; † 26. November 1967 in Eßlingen), deutscher Skimeister 1907
- Otto Möhwald (* 19. Januar 1933 in Krausebauden; † 28. Oktober 2016), deutscher Maler und Grafiker
- Paul Alfred Kleinert (* 24. Februar 1960), der Schriftsteller verbrachte in den 1970er Jahren einen Teil seiner Kindheit und Jugend in Bedřichov und Svatý Petr

## Sehenswürdigkeiten
- Elbquelle (Pramen Labe) – Auf 1386 m Höhe stellt ein Betonbrunnenring die symbolische Quelle der Elbe dar (Pramen Labe). Die tatsächliche Quelle liegt etwas höher.
- Pantschefall (Pančavský vodopád) – 140 m hoher Wasserfall von der Kante der Pantschewiese zum Grund des Elbtals.
- Elbfall (Labský vodopád) – Bei der Elbfallbaude fällt das Wasser 45 m über steile Stromschnellen in die Tiefe, weitere 200 m fällt das Wasser an der Wand der Elbschlucht in den Elbgrund.
- Elbklemme (Labská soutěska) – Auf 3 km Länge Stromschnellen, Töpfe und Kesselauswaschungen bei Kuckuckssteg (Kukačka).